# Идеограм
Идеограм или идеограф (од грчких речи ἰδεα идеа "идеја" + γραφω грапхо "писати") је графички симбол који представља идеју уместо групе слова која приказује гласове говорног језика у алфабетским писмима. Примери идеограма укључују знакове за оријентацију, попут оних на аеродромима и другим јестима где се претпоставља да људи не морају знати језик, односно арапске бројке и математички симболи, који се користе широм света без обзира на језик.
Израз "идеограм" се често користи како би описао логографска писма као што су хијероглифи и кинески знакови. Међутим, у логографским системима симболи често означавају поједину реч или морфема пре него чисте појмове.